# Jinfengopteryx elegans
Jinfengopteryx elegans è un minuscolo dinosauro carnivoro ritrovato in Cina nel 2005, vissuto probabilmente nei primi tempi del Cretacico inferiore o nel Giurassico superiore. 

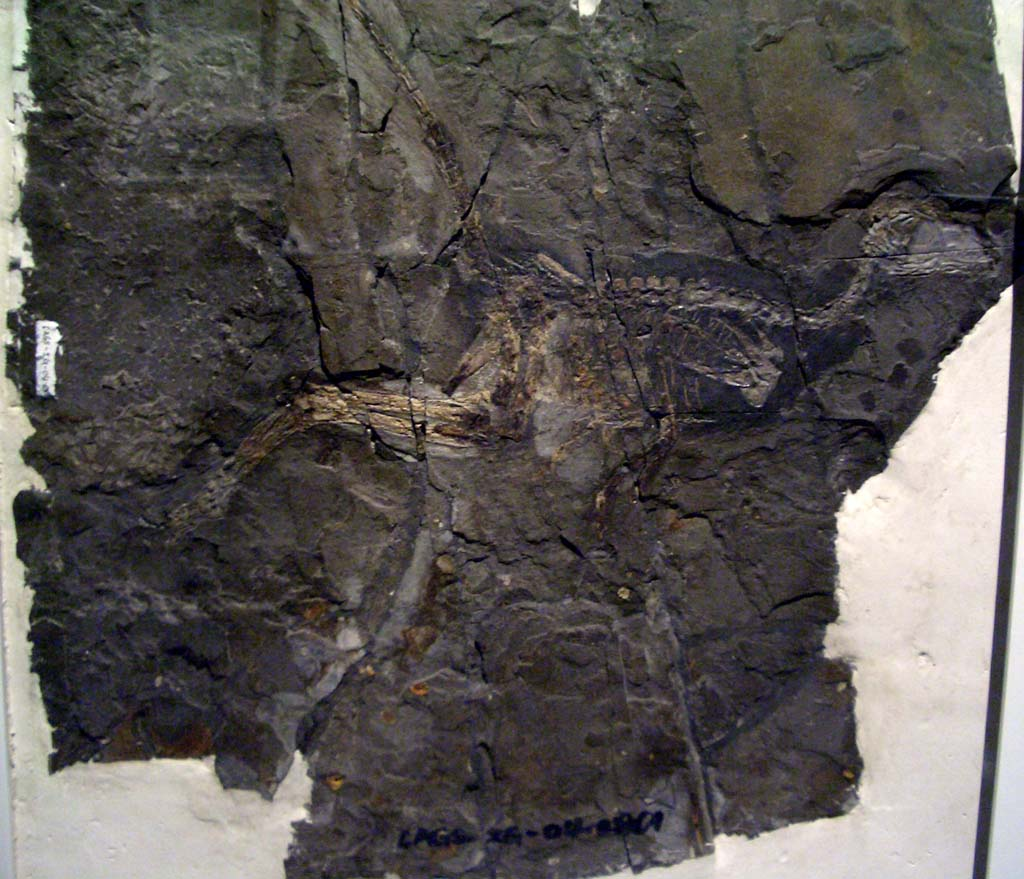
Scheletro fossile

## Un piccolo dinosauro simile agli uccelli
Questo dinosauro sarebbe ritenuto uno stretto parente di Archaeopteryx, il primo uccello, ed è considerato un vero dinosauro aviano. Il fossile di Jinfengopteryx è molto importante perché supporta la teoria dell'origine del volo da parte di dinosauri terrestri e non arborei: presenta penne sulla sua coda e sulle zampe anteriori. La presenza di un piccolo artiglio protrattile sugli arti posteriori, unitamente alla brevità degli arti anteriori, permette di classificare Jinfengopteryx come un troodontide basale, a dimostrazione di quanto i piccoli dinosauri corridori siano vicini all'origine degli uccelli.